# 溫莎鎮區 (北卡羅萊納州伯蒂縣)
溫莎鎮區（英語：Windsor Township）是位於美國北卡羅萊納州伯蒂縣的一個鎮區。

## 地方資料
溫莎鎮區的面積為391.10平方千米，皆為陸地。根據2020年美國人口普查的數據，當地共有人口6235人，而人口密度為每平方千米15.94人。